# Kostel Nanebevstoupení Páně (Josefov)
Kostel Nanebevstoupení Páně je dominantou Masarykova náměstí v Josefově. Původně byl vojenským posádkovým kostelem. Postaven byl v empírovém slohu v letech 1805–1810 podle projektu architekta Heinricha Hatzingera a hraběte Julia ď Andreise. Projekt byl prakticky beze změn použit i v současně budovaném kostele Vzkříšení Páně v sesterské pevnosti Terezín. Vysvěcen byl 8. září 1811. Základní kámen kostela vysvětil biskup Trauttmansdorff. Nad portálem průčelí kostela jsou na počest císaře Františka II. písmena F II MDCCCV. Je chráněn jako kulturní památka České republiky.

## Stavba
Stavba kostela je jednolodní, na západě mírně přechází v apsidu, s hranolovou věží na východní straně o výšce 54 metrů, která je význačným orientačním bodem. Po obvodu lodi a presbytáře jsou čtyři postranní oltáře. Kněžiště je ve tvaru půlkruhovité apsidy dlouhé 7,5 m a široké 14 m. V sakristii je cenný obraz Večeře Páně od G. Hallera z roku 1747 ze zrušeného románského kostela svatého Jiljí v Plesu, který musel ustoupit stavbě pevnosti Josefov.

## Interiér
Dominantou kostela je hlavní oltář, který počátkem 20. století nahradil původní empírový. Na stěně nad oltářem visí olejomalba na plátně Nanebevstoupení Páně od Josefa Berglera, prvního ředitele Akademie výtvarných umění v Praze. Po stranách hlavního oltáře jsou nadživotní polychromované sochy od Břetislava Kafky, vlevo Panny Marie Fatimské a vpravo Božského Srdce Ježíše Krista. Byly pořízeny za Msgre. Antonína Sýkory v letech 1949–1952. Vpravo nad křtitelnicí je do zdi zapuštěna busta maršálka Mořice Lacyho.
Vpravo od vstupního portálu je umístěna pamětní deska generála duchovenstva Metoděje Kubáně.
Věž kostela je pokládána za jedno ze stanovišť, odkud mohl 27. února 1826 setník 18. pěšího pluku a amatérský astronom Vilém z Biely konat pozorování, na jejichž základě stanovil dráhu periodické komety 3D/Biela. Pravděpodobněji však tato pozorování uskutečňoval na půlbastionu No. XXXVII (součást josefovských Korunních hradeb).

## Bohoslužby
Bohoslužby se konají v neděli v 9.30, dále ve středu a v pátek.

## Galerie

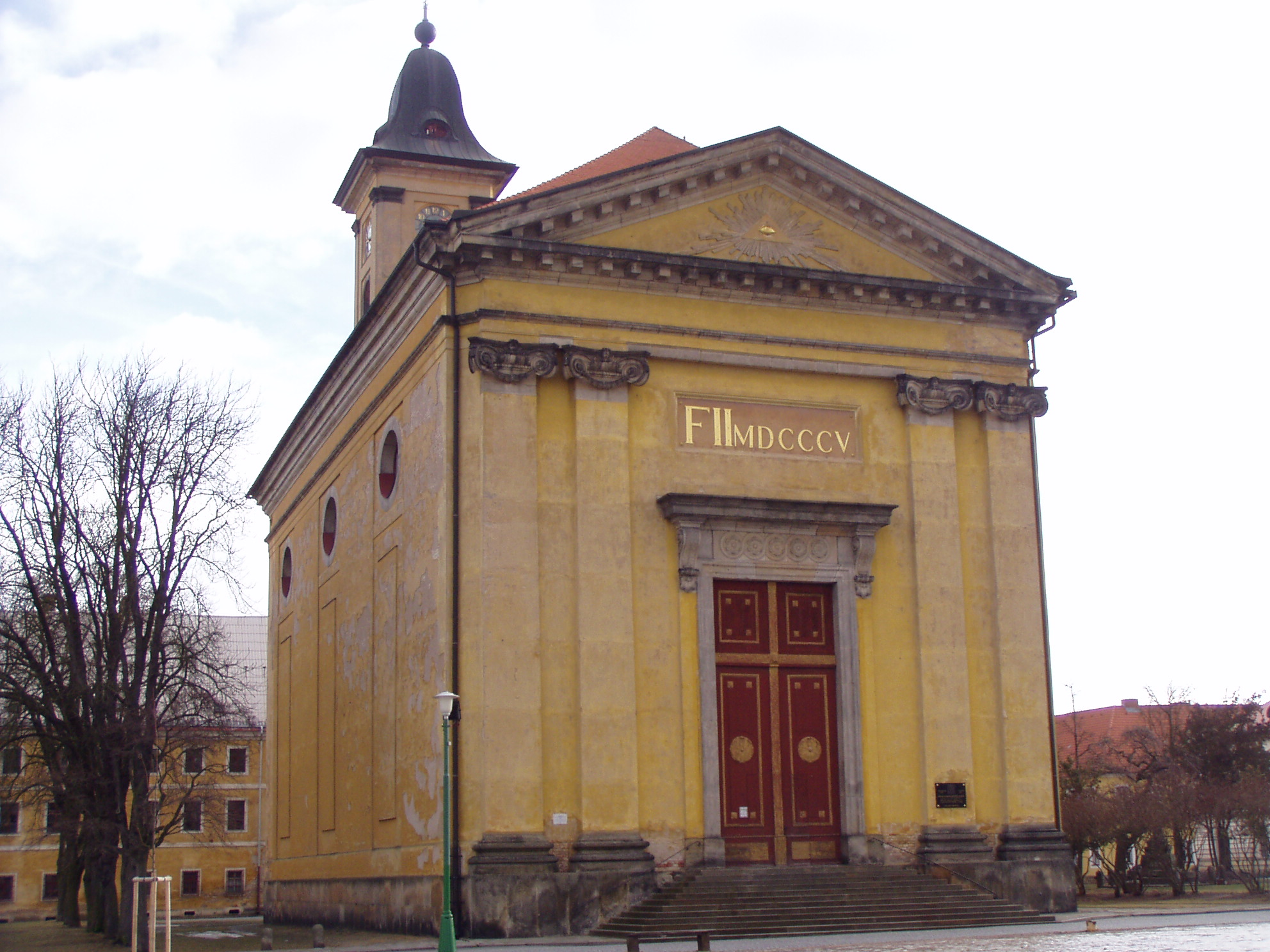
Kostel
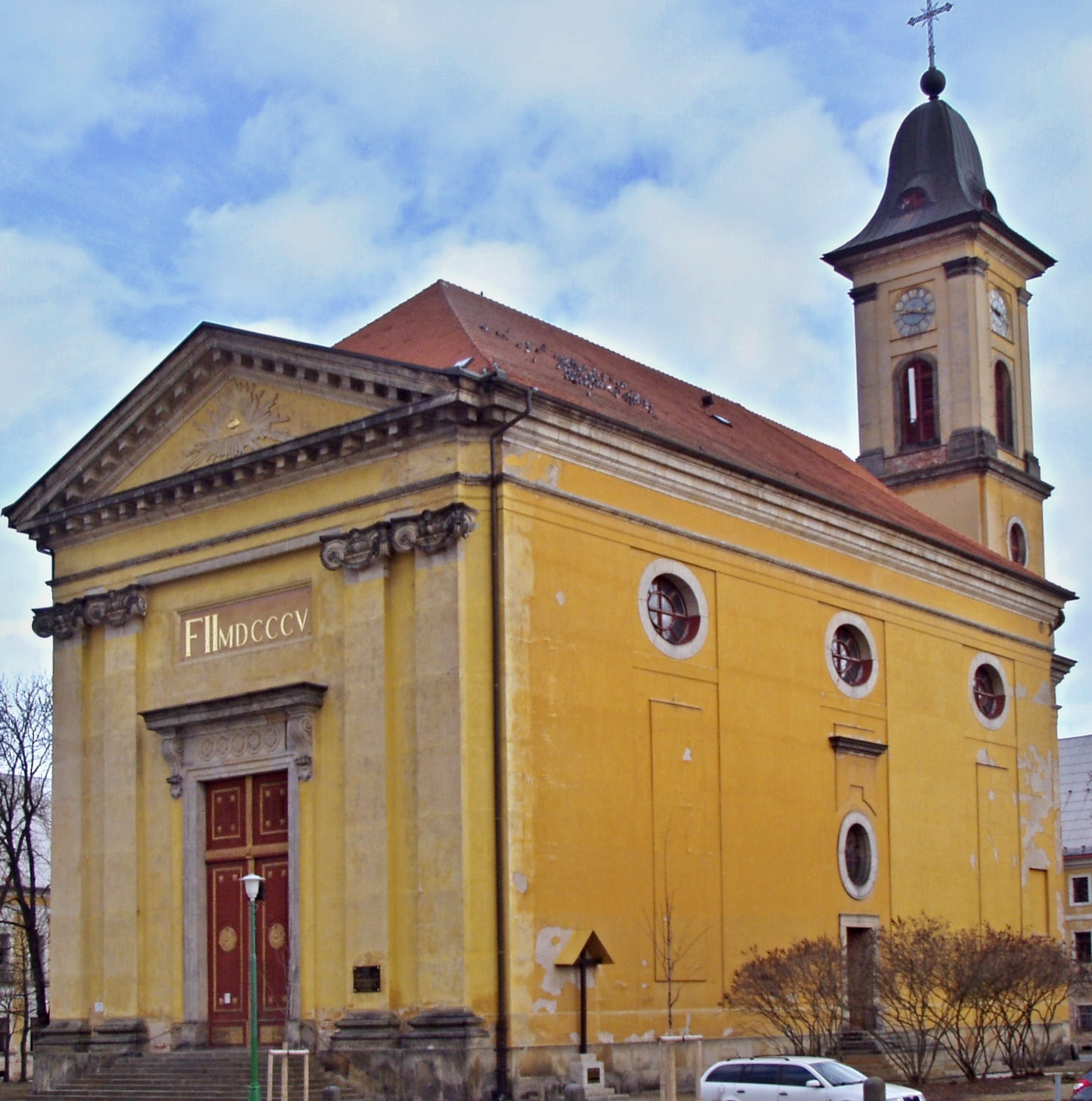
Kostel
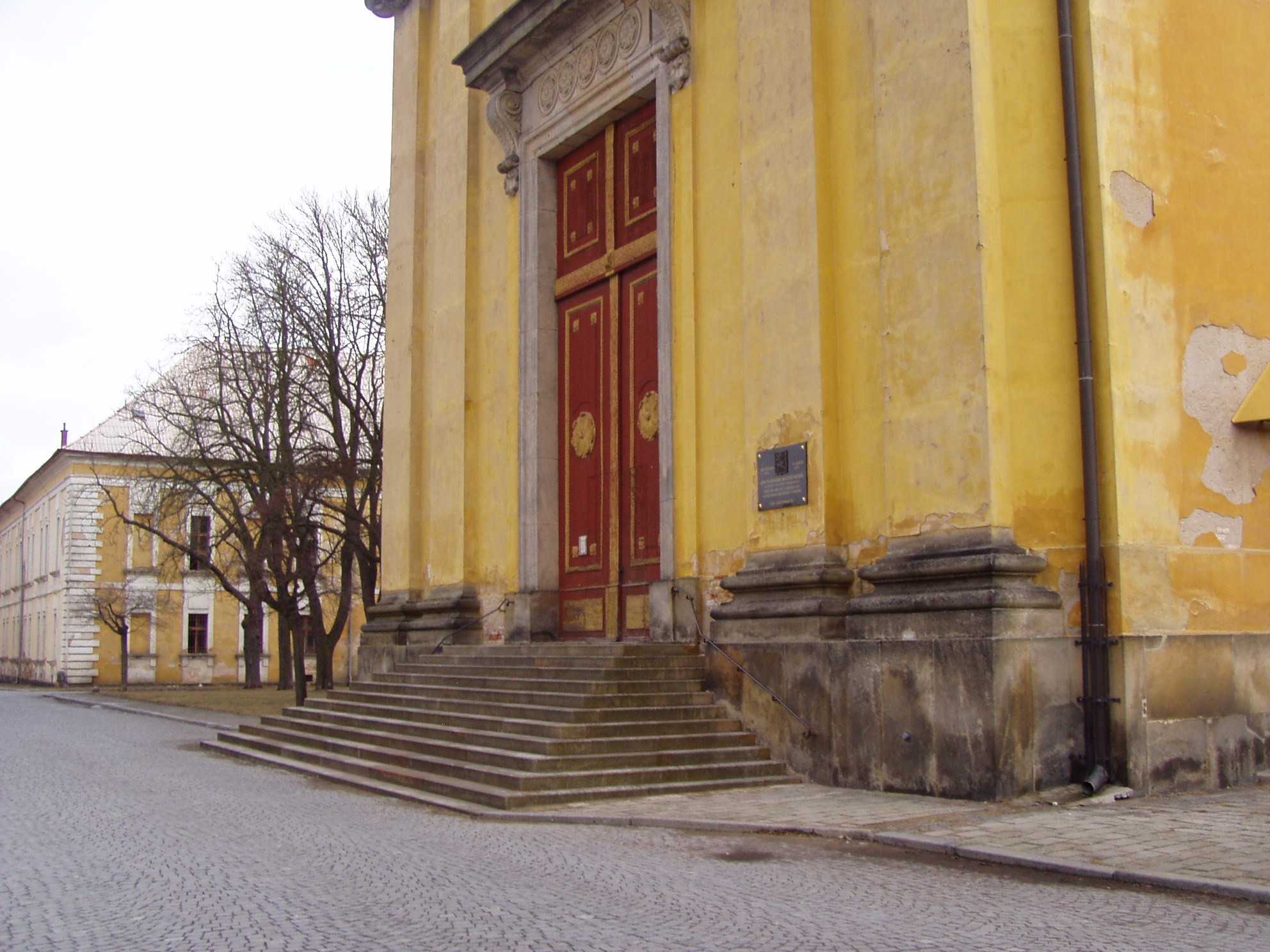
Vchod do kostela
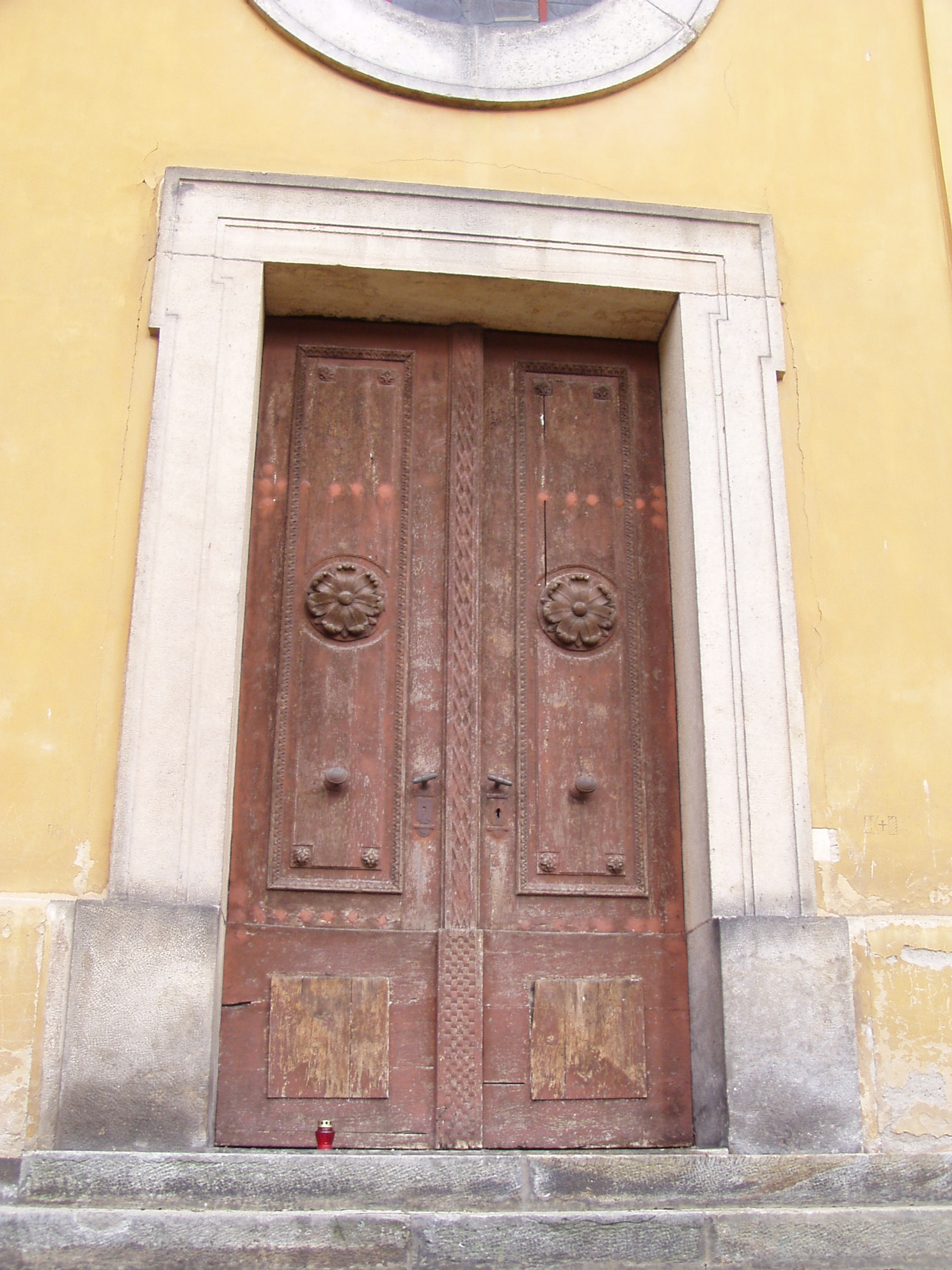
Boční vstup
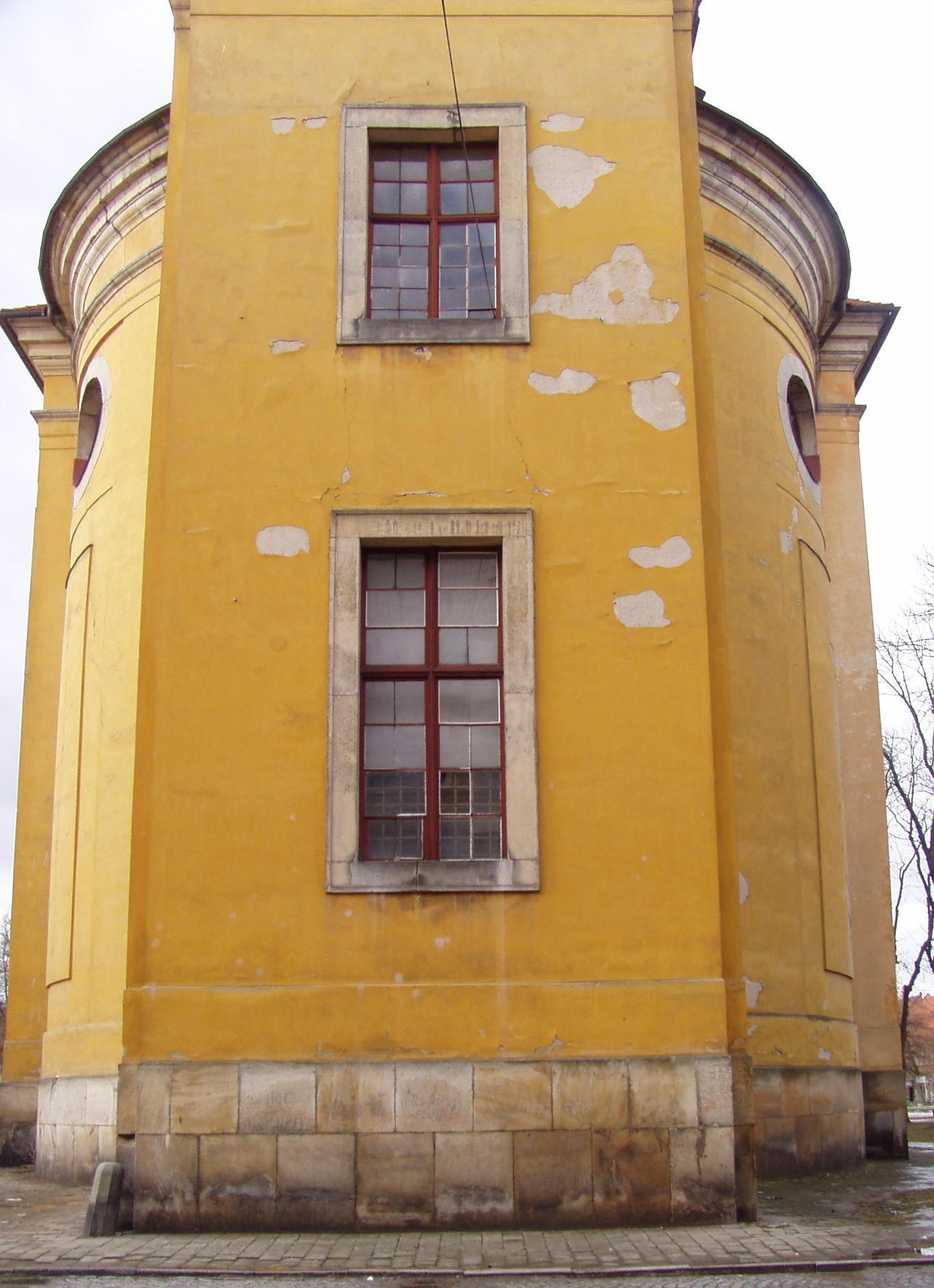
Kostel zezadu
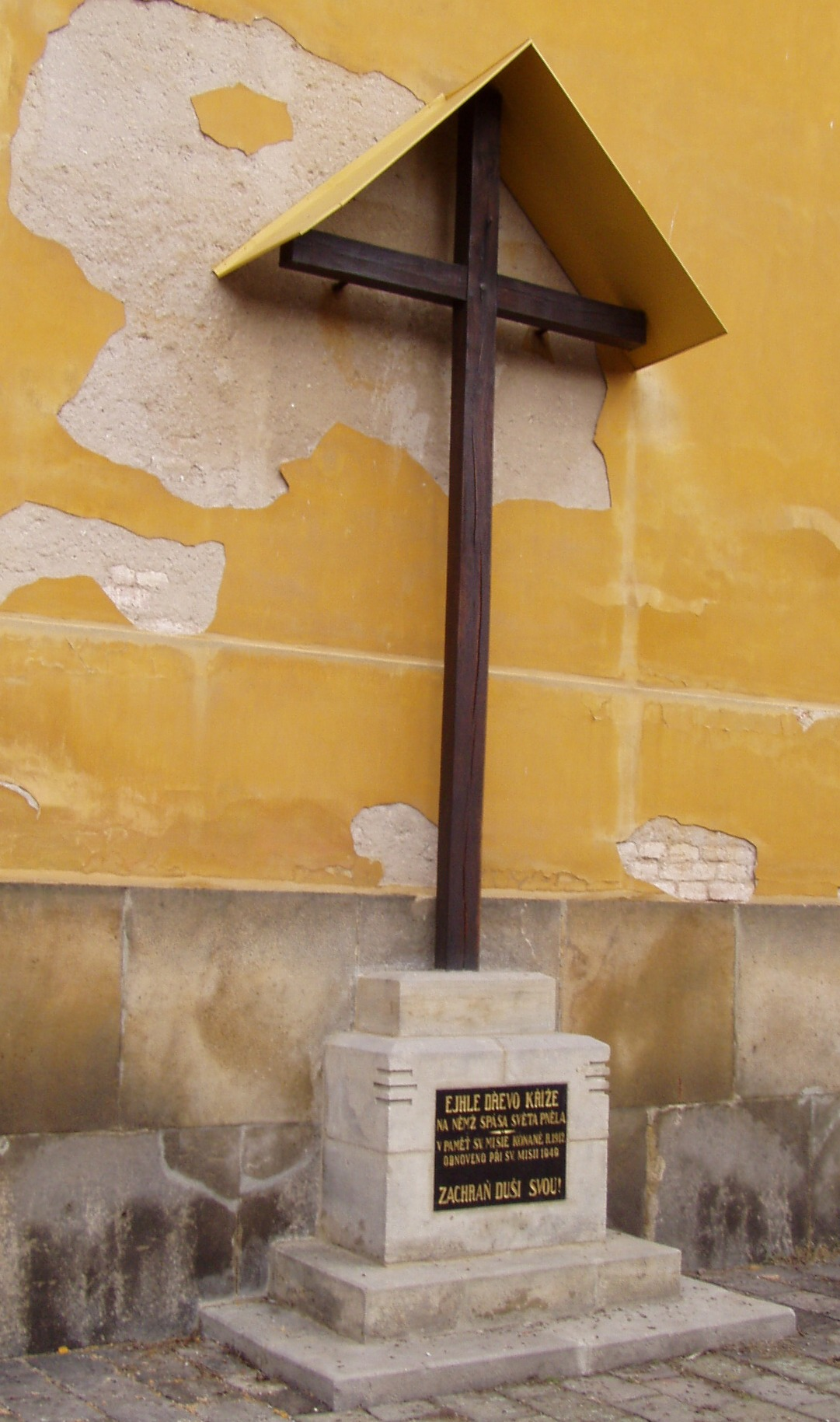
Kříž
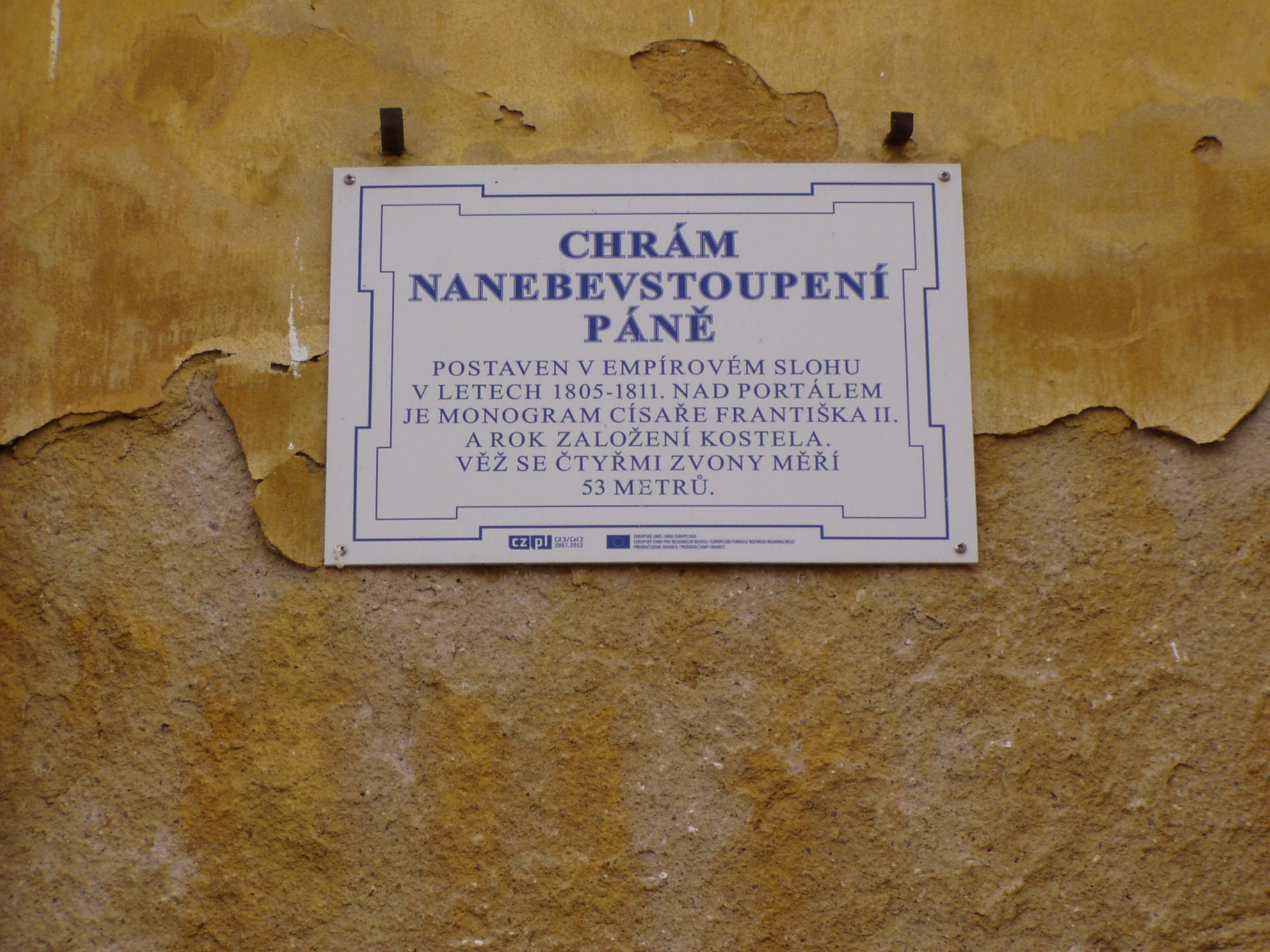
Tabulka
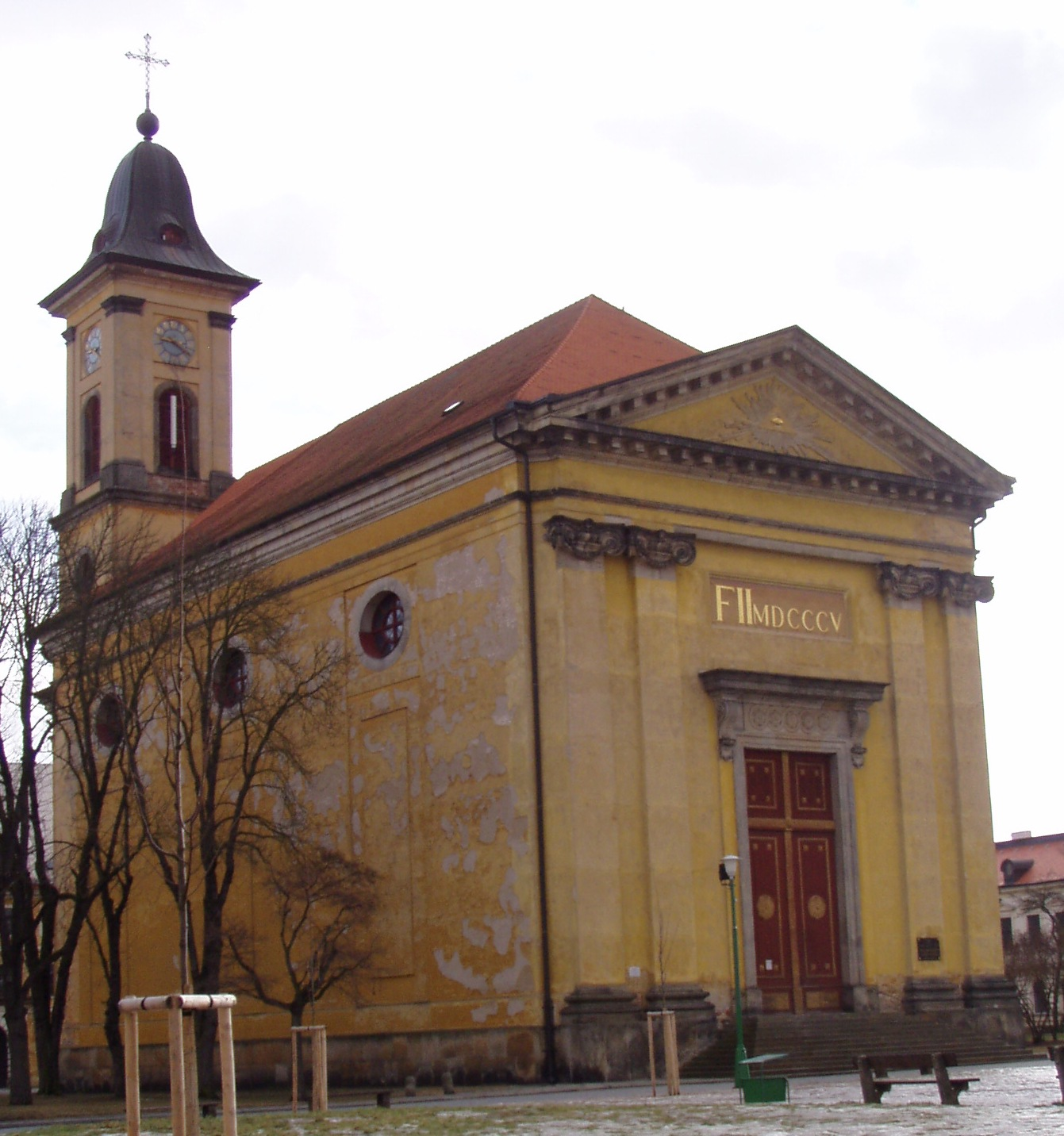
Pamětní deska gen.Kubáně